# 马踏站
马踏站，位于中华人民共和国广东省茂名市电白区马踏镇，是深湛铁路上的火车站，于2018年7月1日通车启用，由中国铁路广州局集团管辖。

## 车站结构

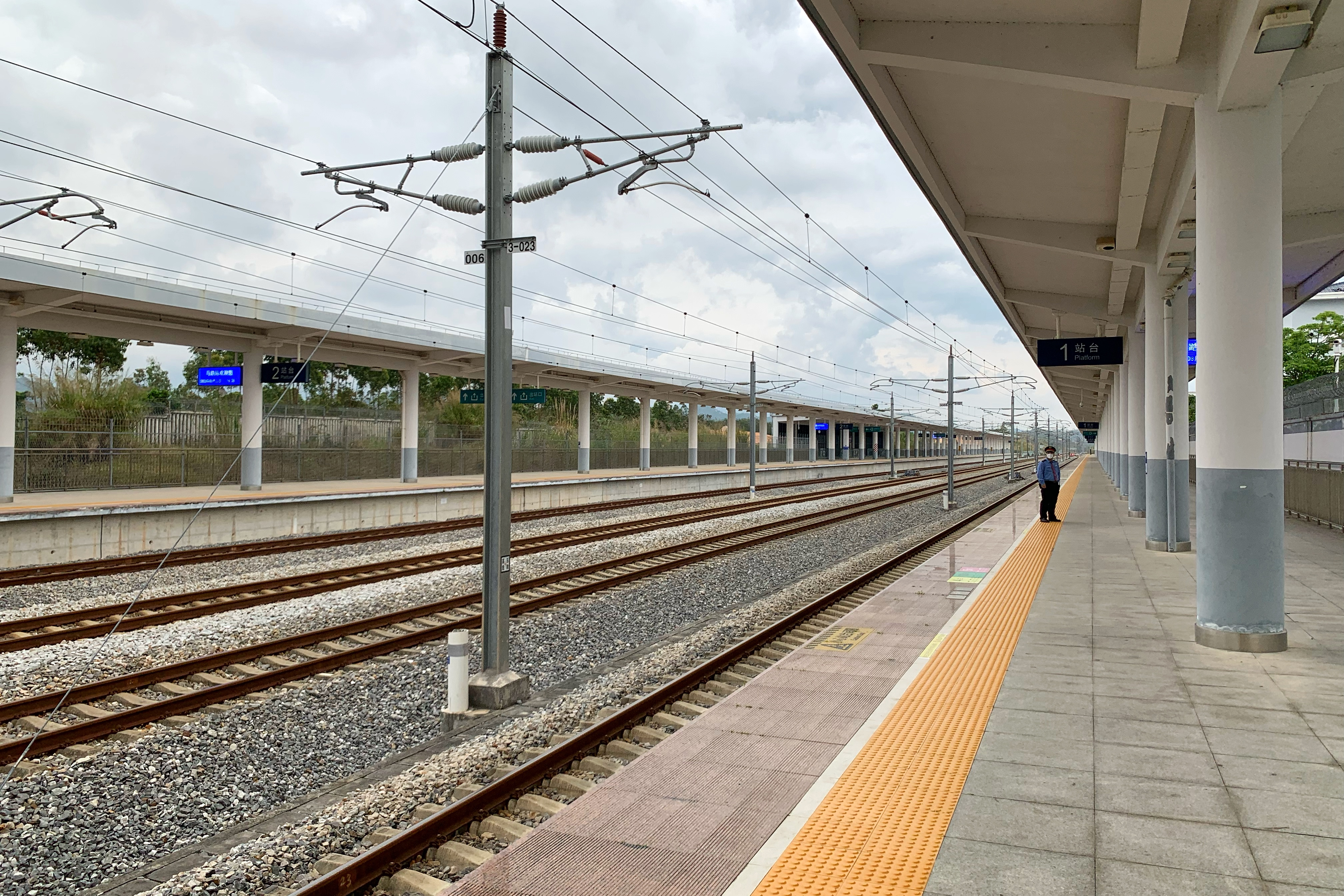
1站台

本站为地面一层侧式越行站（2台4线）。

### 车站楼层
| 地面 | 侧式站台 | 侧式站台                          | 侧式站台 | 侧式站台 |
|      | 2站台    | 深湛铁路 西丽方向（下站：阳西）   |          |          |
|      |          | 深湛铁路 西丽方向越行线           |          |          |
|      |          | 深湛铁路 湛江西方向越行线         |          |          |
|      | 1站台    | 深湛铁路 湛江西方向（下站：电白） |          |          |
|      | 侧式站台 |                                   |          |          |
|      | 站厅     | 售票处、候车区、进站口、出站口    |          |          |

## 歷史
- 2018年7月1日正式启用。

## 未来发展
广湛高铁将在马踏站设站，届时本站站房将进行改扩建。

## 外部連結
- 维基共享资源上的相關多媒體資源：马踏站